# Kandy
Pour les articles ayant des titres homophones, voir Candy, Candi et Candie.
Kandy (appelée aussi ville de Senkadagalapura, Mahanuwara, la grande ville, puis Kande par les Portugais et aussi, localement, Udarata) est une ville du centre du Sri Lanka fondée probablement au milieu du XVe siècle et qui occupe des fonctions administratives et religieuses. Elle doit son nom à la déformation de Kande, nom que lui donnèrent en 1542 les Portugais d'après le titre du chef local Kande râja, « roi de la montagne ». Sa population urbaine s'élevait à 125 400 habitants au recensement de 2011. 
Située à 116 km de Colombo, elle est arrosée par la rivière Mahawelî.

## Historique
Peut-être fondée dès le milieu du XIVe siècle par le roi de Gampola Vikramabahu III[réf. souhaitée], Kandy succède à Anurâdhapura du VIe siècle av. J.-C. au VIIIe siècle, Polonnâruvâ jusqu'au XIIIe siècle puis Gampola comme ville principale de l'intérieur du Sri Lanka. Elle est la capitale de l'ancien Royaume de Kandy de 1469 jusqu'au début du XIXe siècle. Elle héberge le Palais royal et le Dâlada Maligawa, le temple de la Dent, qui conserve la relique du Bouddha. Bien que prise par les Portugais au XVIe siècle et les Hollandais au XVIIe siècle, Kandy réussit à préserver son indépendance jusqu'à ce qu'elle soit soumise par les Britanniques en 1815. Depuis, la ville a conservé sa fonction de capitale religieuse du Sri Lanka et reste une ville de pèlerinage pour les adeptes du bouddhisme theravāda.

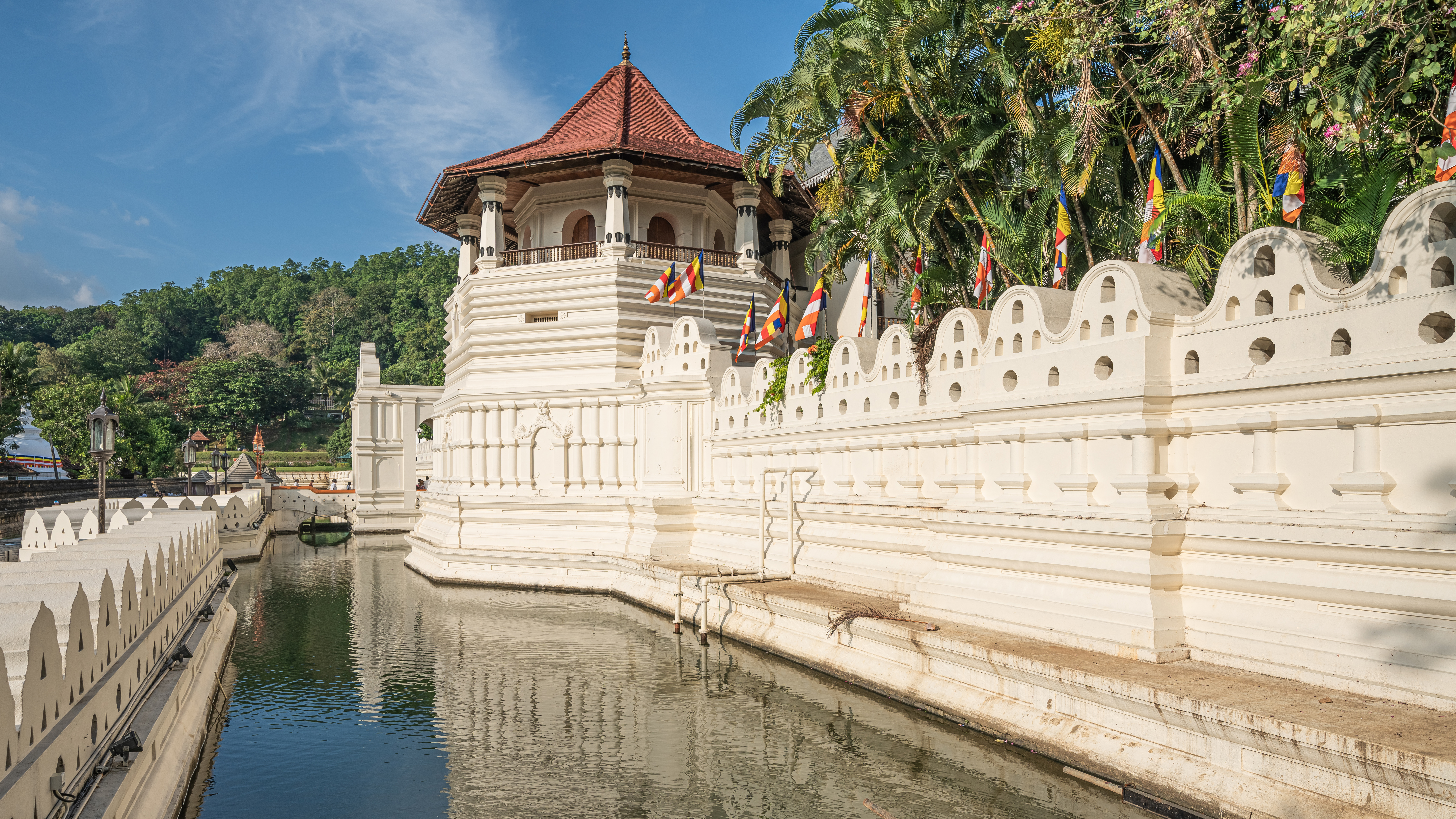
Temple de la Dent à Kandy.

## La ville
Kandy est située à 500 mètres d'altitude dans un vallon à la végétation luxuriante. Elle s'est développée suivant deux espaces : un rectangle dont l'une des extrémités comprend les bâtiments administratifs de la vieille capitale et un lac artificiel de forme quadrangulaire, l'œuvre du dernier roi de Kandy.
Sur la rive nord du lac, enclos par un parapet de pierres blanches, se trouvent les bâtiments religieux officiels de la ville dont le Palais royal et le Dâlada Maligawa. Reconstruit au XVIIIe siècle, ce dernier s'inspire de l'architecture des temples de la capitale précédente, Anuradhapura. Le temple a été restauré après l’attentat meurtrier perpétré par le LTTE le 25 janvier 1998. Tout autour de la ville, on trouve un certain nombre de monastères bouddhistes.
Kandy est le siège d'une importante université et héberge aussi l'un des plus beaux jardins botaniques du monde, celui de Peradeniya créé en 1821. La ville est classée au patrimoine mondial de l'UNESCO depuis 1988.
La ville dispose d'une gare ferroviaire. Le Musée du Thé de Ceylan se situe dans la ville.

## La fête de la Perahera
Chaque été au mois d'août a lieu la fête de la Perahera qui voit un défilé d'éléphants et de flambeaux. La relique de la dent de Bouddha, enfermée dans une châsse installée sur le plus âgé des éléphants du Perahera (« procession » en cingalais), est promenée dans les rues de la ville à cette occasion. Le spectacle rassemble un grand nombre de srilankais ainsi que de touristes. Dix nuits durant, des éléphants escortent la relique de la dent de Bouddha dans les rues de la ville. Le soir de la pleine Lune, la fête atteint son apogée : jusqu'à cent éléphants défilent à la fois.

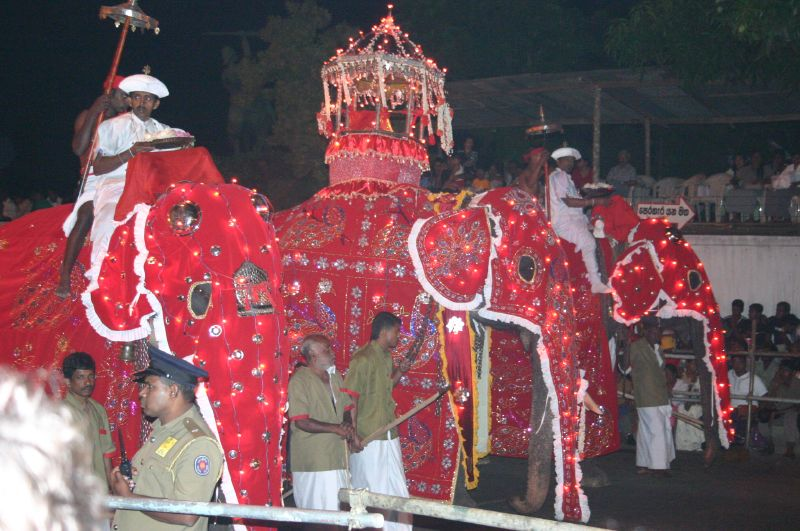
Éléphants parés pour la Perahera.

## Personnalités liées
- Jean Arasanayagam (1931-2019), poète, née à Kandy
- Chandra Ranaraja (1939-2016), maire de Kandy, première femme maire au Sri Lanka.
- Anil de Silva (1909-1996), journaliste et historienne de l'art srilankaise, née à Kandy.